# 灣仔足球隊
灣仔足球隊（Wanchai SF），是灣仔區議會屬下灣仔體育總會的一支足球隊，於2009年開始與香港甲組足球聯賽球隊南華結盟。2010-11年度球季，奪得丙組聯賽總冠軍，現時在香港乙組足球聯賽角逐。

## 球隊歷史
灣仔足球隊於2002–03年度開始參加香港丙組(地區)聯賽，卻一直於中下游位置浮沉，其中於2008–09年度香港丙組(地區)聯賽，灣仔足球隊以14戰1勝0和13負只得3分，在15支球隊中排名包尾，唯一勝仗是2008年11月2日首循環聯賽對黃大仙，因黃大仙錯派停賽球員上陣，而獲判贏 3–0（原賽果為負 0–6）。其後在丙組榜末附加賽，亦以三戰全敗包尾，不過按照足總規定，香港丙組(地區)聯賽球隊不設出局。
2009年夏天，灣仔足球隊宣佈與香港甲組足球聯賽球隊南華足球隊組成合作聯盟，協助共同發展地區青訓工作，並以灣仔南華名義參加香港足球總會主辦的青年聯賽。但球隊仍於2009-10年度香港丙組(地區)聯賽中，以13戰1勝1和11負只得4分，於14支球隊中排名包尾。
2010–11年，灣仔由南華派出顧錦輝、陳志康擔任教練，並羅致岑國培、黃志強、王國斌、陳振宇等前甲組球員，以及南華預備組門將田文豪，球隊實力增強，首場聯賽便以 3–0 大勝中西區，宣告旗開得勝。完成 18 輪賽事後，灣仔以 13 勝 4 和 1 負得 43 分，提前奪得香港丙組(地區)聯賽冠軍，其後於丙組總決賽，先後擊敗龍城康體﹑觀塘及東方，以三戰全勝姿態成為丙組聯賽總冠軍，首次取得升上乙組資格。
首次升上乙組聯賽的灣仔，除保留原有主力王國斌、陳振宇、田文豪與簡子洋，還羅致盧俊傑、殷惠康、廖文軒、林子聰、比連、史提夫等前甲組球員，最終球隊於2011–12年乙組聯賽排名第四。
2015–16年羅致數名球員增強實力，分別是後衛哈成智、後衛張子鍵、中場鄭志榮、前鋒丘平楷、前鋒余浩邦及中鋒巢鵬飛。
2016–17年羅致數名球員增強實力，分別是後衛陳嘉樂、中場崔琳、中場吳家銘、翼鋒吳兆輝、翼鋒黃澤勤、前鋒元洋。
2016–17年，26戰8勝1和17負，25分，14隊排12，護級成功。
2020-2021年，四月九日 U18 於葵涌運動場絕地反勝南區U18 7:4

## 球隊榮譽
| 榮譽                  | 次數        | 年度        |
| 本 土 聯 賽           | 本 土 聯 賽 | 本 土 聯 賽 |
| --------------------- | ----------- | ----------- |
| 丙組聯賽 冠軍         | 1           | 2010–11     |
| 丙組（地區）聯賽 冠軍 | 1           | 2010–11     |
| 本 土 盃 賽           |             |             |
| 初級組銀牌 冠軍       | 1           | 2011–12     |

## 職球員名單

### 職員名單
| 教練： | 顧錦輝 |
| 助教： | 黎樹輝 |

### 球員名單（乙組）
| 號碼   | 國籍   | 球員名字                 | 出生日期       | 加盟年份 | 前屬球會   |
| 守門員 | 守門員 | 守門員                   | 守門員         | 守門員   | 守門員     |
| ------ | ------ | ------------------------ | -------------- | -------- | ---------- |
| --     | 香港   | 梁梓謙（Leung Tsz Him）  |                | 2014年   | 南華預備組 |
| 後衛   |        |                          |                |          |            |
| 2      | 香港   | 黃澤勤（Wong Chak Kan）  | 1988年8月8日   | 2015年   | 花花       |
| 4      | 香港   | 張子鍵（Cheung Tsz Kin） | 1983年3月26日  | 2015年   | 元朗       |
| 5      | 香港   | 哈成智（Ha Shing Chi）   | 1982年5月30日  | 2015年   | 南區       |
| 6      | 香港   | 梁金輝（Leung Kam Fai）  | 1986年7月17日  | 2015年   | 南區       |
| 13     | 香港   | 廖文軒（Liu Man Hin）    | 1991年9月25日  | 2011年   | 九龍城     |
| 18     | 香港   | 余建樑（Yu Kin Leung）   | 1991年3月10日  | 2012年   | 南華預備組 |
| 中場   |        |                          |                |          |            |
| 3      | 香港   | 林子聰                   | 1987年5月1日   | 2015年   | 東區       |
| 7      | 香港   | 李嘉堯（Li Ka Yiu）      | 1993年7月11日  | 2013年   | 聖約瑟     |
| 15     | 香港   | 鄭志榮 (Cheng Chi Wing)  | 1983年4月17日  | 2015年   | 愉園       |
| 16     | 香港   | 鄺浩然                   | 1986年1月13日  | 2015年   | 國強       |
| 20     | 香港   | 陳世昌                   | 1984年9月18日  | 2015年   | 南區       |
| 21     | 香港   | 葉棹傑                   | 1990年9月10日  | 2015年   | 東區       |
| 22     | 香港   | 陳振宇                   |                |          |            |
| --     | 香港   | 蘇啟浚                   | 1993年10月18日 | 2015年   | 北區       |
| 前鋒   |        |                          |                |          |            |
| 8      | 香港   | 丘平楷 （Yau Ping Kai）  | 1981年8月23日  | 2014年   | 光華       |
| 10     | 香港   | 余浩邦 （Yu Ho Pang）    | 1989年8月19日  | 2015年   | 元朗       |

### 球員名單（2017年一2018年）
- 潘穎安
- 陳開旺
- 莊秀明
- 劉顯諾
- 李俊文
- 李國威
- 李家樂
- 林智鋒
- 梁煒廉
- 洪敬輝
- 董世頻
- 鄧港桁
- 鄭家豪
- 黃曉山
- 吳易希
- 周敏豪(前鋒)
- 彭康健
- 李陽軒（龍門）
- 林志昊
- 蔡亮庭
- 謝耀銘
- 鄭偉文
- 鄺浩然
- 李業彬

### 離隊球員（2019/20）
| 號碼                       | 國籍       | 球員名字                 | 位置       | 出生日期     | 加盟球會   |
| 夏季轉會窗                 | 夏季轉會窗 | 夏季轉會窗               | 夏季轉會窗 | 夏季轉會窗   | 夏季轉會窗 |
| -------------------------- | ---------- | ------------------------ | ---------- | ------------ | ---------- |
| 1                          | 香港       | 程文俊（Ching Man Chun） | 守門員     | 1993年8月6日 | 灝天黃大仙 |
| 冬季轉會窗                 |            |                          |            |              |            |
| 非轉會窗時期(冬季轉會窗後) |            |                          |            |              |            |

## 2018年一2019年球員陣容 (乙組)
- 李俊文
- 林智鋒
- 秦玉福
- 鄭偉文
- 高啓晶
- 黃浩峰
- 黎晉煕
- 蘇耀文
- 區愷軒
- 陳栢禧
- 馮立威
- 董世頻
- 劉顯諾
- 李國威
- 李家樂
- 梁天恩
- 梁煒廉
- 楊景豪
- 陳君晉
- 鄧港桁
- 洪敬輝
- 陳智徽
- 黃曉山
- 李業彬

## 球隊歷任主教練
- 顧錦輝：（2010年一）

## 球隊歷任副教練
- 黎樹輝：（2015年一）
- 陳志康：（2010年一2011年）

## 球隊歷任隊長
- 曹晉楠：（2018年一）

## 曾效力球員
本地球員
| - 林子聰 - 陳振宇 - 招重文 - 簡子洋 - 顧錦輝 - 劉嘉駒 - 李靈峰 - 盧俊傑 - 岑國培 - 田文豪 - 詹國威 - 徐梓銘 - 黃志強 - 王國斌 - 殷惠康 - 余國浩 - 李凱聰 - 史提夫 - 梁宇昊 |

外援球員
| - 狄斯尼 - 比連 - 查斯卓克 |

## 外部連結
- 灣仔足球隊的Facebook專頁
- 香港足球總會網頁球會資料 （页面存档备份，存于）
- 灣仔區議會籌辦的活動